# Stadio nuovo di Adana
Lo Stadio nuovo di Adana (in turco Yeni Adana Stadyumu) è uno stadio calcistico della città turca di Adana, situato nel distretto di Sarıçam. Inaugurato il 19 febbraio 2021, ha una capienza di 33 543 posti a sedere ed è sede delle partite casalinghe dell'Adana Demirspor.

## Storia
La costruzione dell'impianto iniziò nel 2014. Secondo le previsioni iniziali, i lavori di edificazione si sarebbero dovuti concludere entro il 2015, ma, a causa di ritardi, la fine dell'opera fu spostata al 2016. A metà del 2015 solo il 25% dei lavori era completata; alla fine del 2016 la struttura principale di cemento era ultimata, mentre nell'ottobre 2018 la percentuale di completamento dei lavori era del 90%, che divenne il 97% nel gennaio 2019.
Lo stadio è stato inaugurato il 19 febbraio 2021, alla presenza del presidente turco Recep Tayyip Erdoğan.